# Six Études d'après Piranèse
Les Six Études d'après Piranèse pour piano, op. 18, ont été composées en 1975 par André Boucourechliev. Elles ont été créées en public par le compositeur aux Rencontres musicales de Metz par Herbert Henck, le 22 novembre 1976.

## Présentation

### Mouvements
Les six pièces peuvent être « librement permutées » par l'interprète, le titre rendant hommage aux labyrinthes gravés par Piranèse. Selon Alain Poirier, « chaque page est caractérisée par une approche particulière du clavier, d'où le titre d'Études , traitant les registres (grave/aigu), les textures (accords, arpèges, clusters), ou encore un intervalle (en hommage à l'Étude pour les quartes de Debussy) ».

### Interprétation
Les Six Etudes d'après Piranèse ont été créées en public par Herbert Henck, le 22 novembre 1976, aux Rencontres musicales de Metz.

## Discographie
1. Six Etudes d'après Piranèse — Claude Helffer (piano), Harmonia Mundi MC (Adda-MFA) et  Musidisc 244172